# Симулација мреже
У истраживању комуникације и рачунарске мреже, симулација мреже је техника у којој програмски модели опонашају мреже или израчунавају интеракције између различитих мрежних ентитета (хостс/рутера, итд) користећи математичке формуле, или стварним снимањем и репродукцијом запажања из производне мреже. Понашање мреже и разних апликација и услуга њихово подржавање онда може се посматрати у тест лабораторији; различити атрибути окружења се такође могу модификовати на контролисани начин да процене како би се мрежа понашала под различитим условима. 

## Симулатор мреже
Симулатор мреже је софтвер који предвиђа понашање рачунарске мреже. Од кад је комуникациона мрежа постала превише комплексна за традиционалне аналитичке методе да пруже тачно разумевање понашања система мреже, симулатори се користе. У симулаторима, рачунарске мреже се обично моделирају са уређајима, линковима, апликацијама итд и перформанс се анализира. Симулатори обично долазе са подршком за најпопуларније технологије и мреже данас у употреби. 

## Симулације
Многи комерцијални симулатори су ГКИ, док неки симулатори мреже су ИКЛ. Модел мреже/описана конфигурација стања мреже (чворови, рутери, прекидачи, линкови) и догађаји (пренос података, пакет грешака итд.). Важан излаз симулације су трејс фајлови. Трејс фајлови лог сваки пакет, сваки догађај који се десио у симулацији и користи се за анализу.
Симулатори мреже могу такође да обезбеде друге алатке да олакшају визуелну анализу трендова и потенцијалних жаришта.
Већина мрежних симулатора користи симулације дискретних догађаја, у којима се чува списак нерешених "догађаја", а ти догађаји су обрађени, са неким догађајима изазваним будућим догађајима -као што је случај доласка пакета у једном чвору започињањем догађаја за долазак тог пакета на један низводно чвор. 
Симулација мреже је веома сложен задатак. На пример, ако је загушење високо, онда процена просечне заузетости је изазов због високе варијансе. Да би се проценила вероватноћа буфера у мрежи, време потребно за тачан одговор може бити изузетно дуго. Специјализоване технике као што су "контроле варијација " и "значај узорковања" развијене су на брзини симулације. 

## Емулација мреже
Мрежа емулатора омогућава корисницима да уведу стварне уређаје и апликације у тест мреже (симулирање) која мења пакете протока на такав начин да опонаша понашање мреже уживо. Уживо саобраћај може да прође кроз симулатор и бити под утицајем објеката у симулацији. 
Типична методологија је да прави пакети из живе апликације стигну до емулације сервера где се симулира виртуелна мрежа. Прави пакет бива модулисан у симулацији пакета. Симулација пакета бива демодулисана у реални пакет након доживљавања ефекта губитка, грешке, кашњења., подрхтавања, итд, у преношењу ових ефеката мреже у реални пакет. Тако је као-ако је прави пакет текао кроз реалну мрежу, али у стварности је текао кроз симулирану мрежу. 
Емулација се широко користи у фази пројектовања за потврђивање комуникационе мреже при примени.

## Примери симулатора мреже
Постоје и слободни/отворени код и власнички симулатори мреже на располагању. Примери симулатора/емулатора мреже укључују: 
- nc (отворен код)
- ОПЕНЕТ (власнички софтвер)
- НетСим (власнички софтвер)

## Користи мрежних симулатора
Симулатори мреже обезбеђују исплативи метод за:
- Дизајн процене мреже за предузеће/центар података/сензор мреже итд.
- Процену утицаја за модификацију/допуну постојеће мреже
- Протокол мреже Р & Д
- Апликације одбране и мрежно-центрично ратовање

Постоји широк спектар мрежних симулатора, почевши од врло једноставних до веома сложених. Минимално, симулатор мреже мора омогућити кориснику
1. Модел топологије мреже наводећи чворове на мрежи и везе између тих чворова
2. Модел протока апликације (саобраћај) између чворова
3. Пружање мере перформанса мреже као излаз
4. Визуелизација протока пакета
5. Пријављивање за пакет/догађаја за анализе вежбе доле/отклањање грешака